# Concert du nouvel an 1979 à Vienne
Le concert du nouvel an 1979 de l'orchestre philharmonique de Vienne, qui a lieu le 1er janvier 1979, est le 39e concert du nouvel an donné au Musikverein, à Vienne, en Autriche. Il est dirigé par le chef d'orchestre autrichien Willi Boskovsky qui fait là sa dernière apparition au pupitre du Musikverein pour un concert du nouvel an après 25 ans de direction sans discontinuer, soit depuis 1955.
Johann Strauss II y est toujours le compositeur principal, mais son frère Josef est représenté avec quatre pièces. C'est aussi le retour au programme, après trois ans, de son autre frère Eduard et du compositeur autrichien Carl Michael Ziehrer, et celui de la célèbre Marche de Radetzky de leur père Johann qui traditionnellement clôt le concert. Par ailleurs, c'est la première fois qu'une œuvre de Franz von Suppé est interprétée lors d'un concert du nouvel an au Musikverein : l'ouverture de l'opérette Die schöne Galathée.
Seules deux pièces sur les dix-sept au total sont jouées pour la première fois au concert du nouvel an.

## Programme
Les pièces suivies d'un astérisque (*) sont jouées pour la première fois.

### Première partie
1. Johann Strauss : Loreley-Rheinklänge, valse, op. 154
2. Johann Strauss II : Bitte schön, polka française, op. 372
3. Eduard Strauss : Ohne Bremse, polka rapide, op. 238
4. Johann Strauss II : Wein, Weib und Gesang, valse, op. 333
5. Josef Strauss : Die Emancipirte, polka-mazurka, op. 282
6. Carl Michael Ziehrer : Hereinspaziert, valse tirée de l'opérette Der Schätzmeister, op. 518*

### Deuxième partie
1. Franz von Suppé : ouverture de l'opérette Die schöne Galathée*
2. Johann Strauss II : Bei uns z’Haus, valse pour chœur masculin et orchestre, op. 361
3. Josef Strauss : Moulinet-Polka, polka française, op. 57
4. Johann Strauss II : Tik-Tak, polka rapide, op. 365
5. Johann Strauss II et Josef Strauss : Pizzicato-Polka, polka
6. Josef Strauss : Rudolfsheimer-Polka, polka, op. 152
7. Josef Strauss : Sphärenklänge, valse, op. 235
8. Johann Strauss II : Auf der Jagd, polka rapide, op. 373

### Rappels
1. Johann Strauss II : Leichtes Blut, polka rapide, op. 319
2. Johann Strauss II : Le Beau Danube bleu, valse, op. 314
3. Johann Strauss : Marche de Radetzky, marche, op. 228